# Зубі

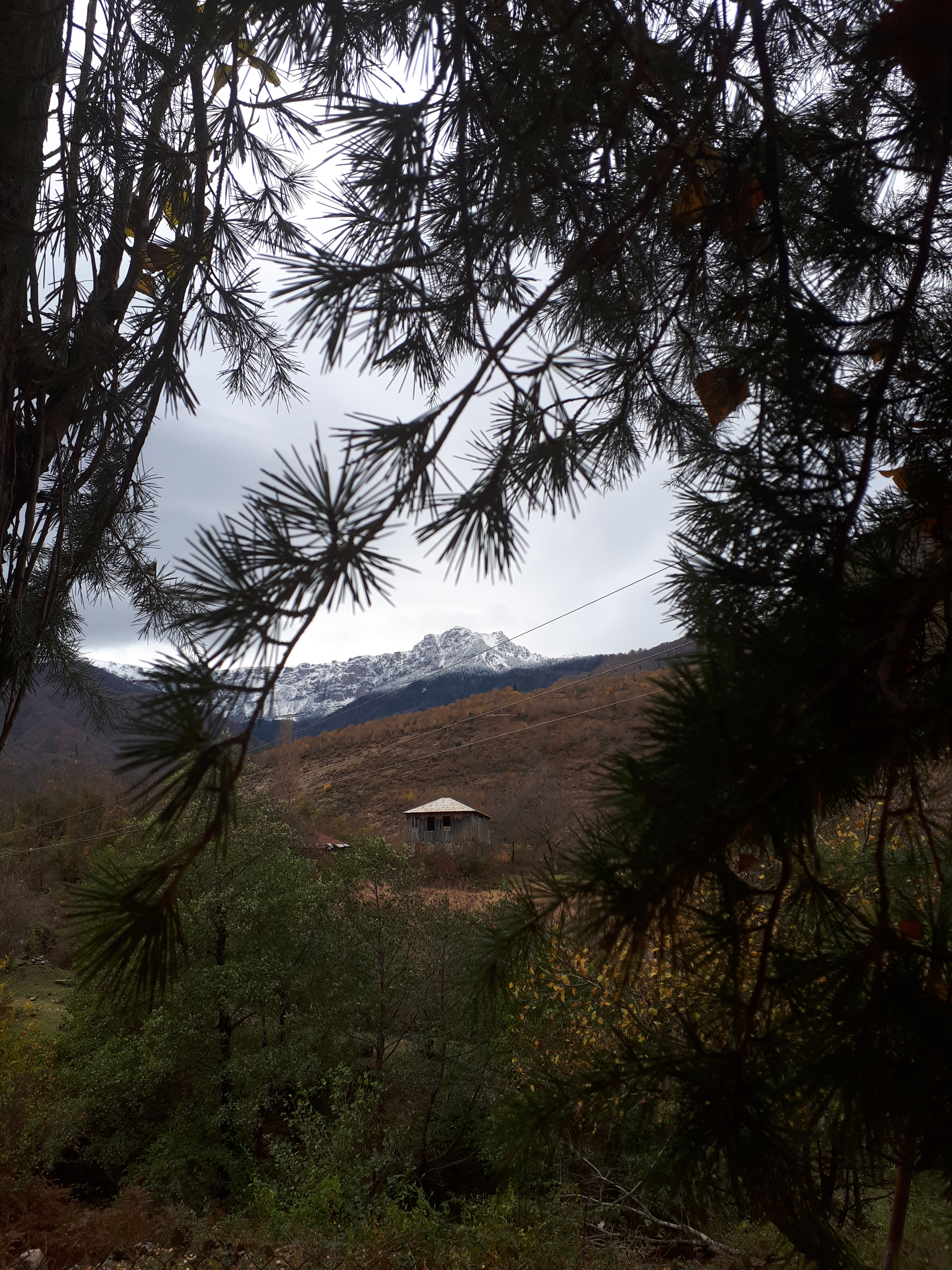
Село Зубі, вигляд на плато Асхі

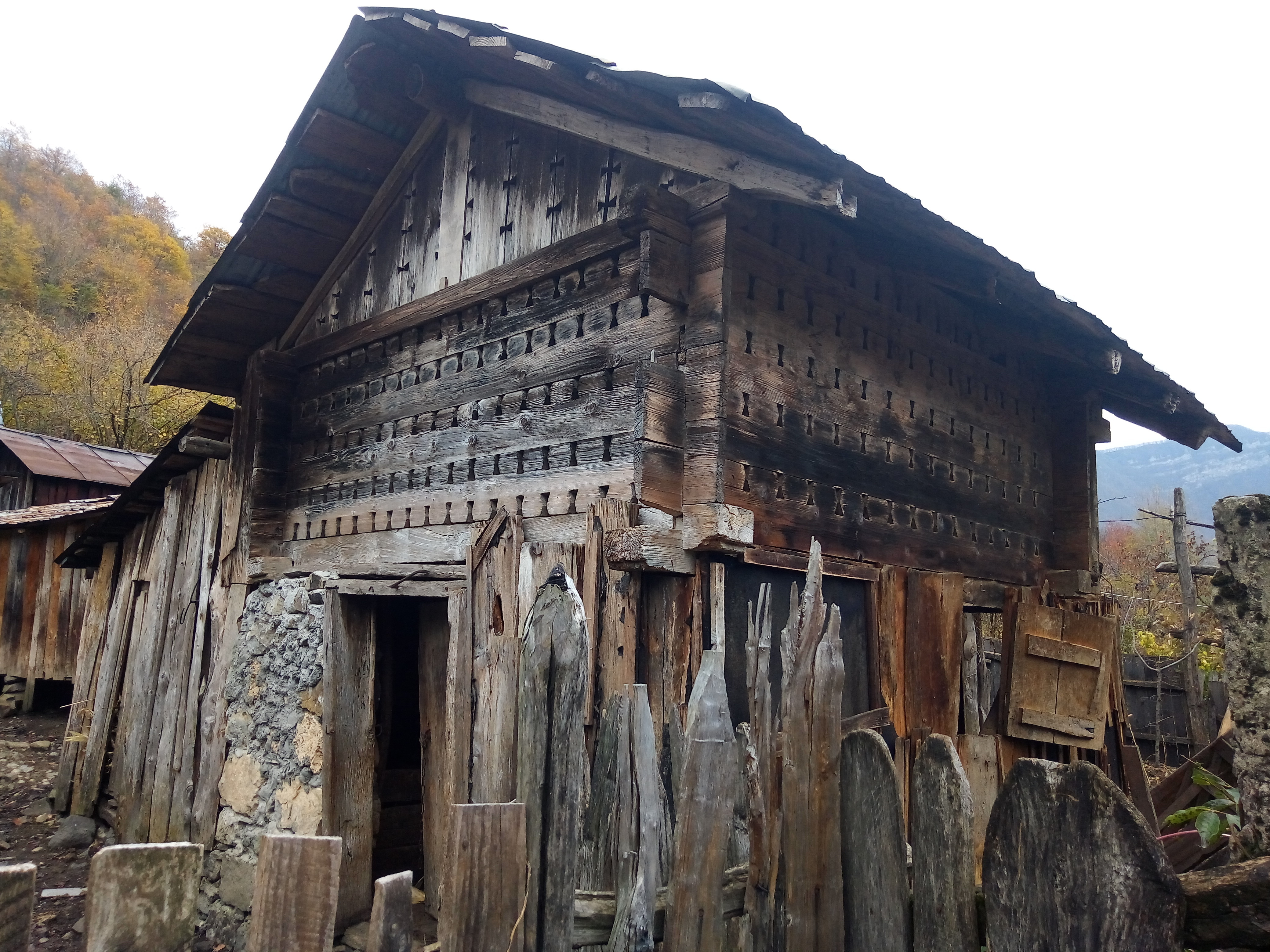
Сховище зерна в Зубі

Зубі — село в Цаґерському муніципалітеті Грузії. Розташоване в гірській ущелині на річці Кверешула (притока річки Цхенісцкалі). Належить до регіону Лечхумі.
Найближчі великі міста: бальнеологічний курорт Цхалтубо (42 км), Кутаїсі (50 км). Міжнародний аеропорт Кутаїсі ім. Давида Агмашенебелі (49 км).
Унікальне своїм середньовічним побутом і гірськими пейзажами. У селі близько 250 будинків, розкиданих по схилах плато Асхі, церква, школа. Історія села бере початок принаймні в X столітті. Саме цим століттям датується церква, розташована на вершині пагорба в центрі села. Село лежить в ущелині з мікрозоною, сформованою легендарною горою Хвамлі та схилами плато Асхі (висота 2250 м).
Флора і фауна характерні для даного регіону Грузії. Можна зустріти рідкісних тварин: ведмідь кавказький і бурий, вовк, сарна, білоголовий сип, оляпка, скелелаз, чорний дятел.
У 2015 році на кошти родин Бенідзе, Чиковані та місцевих жителів з родини Чакветадзе побудовано православний храм.

## Історія
Сприятливі умови для життя людини і важкодоступність регіону сприяли розселенню людей у даному регіоні з часів неоліту. Про це свідчать численні артефакти, отримані під час археологічних досліджень. Частина експонатів із села Зубі зберігаються в музеї міста Цаґері. Понад 30 експонатів із сусіднього села Окуреші поміщені до Ермітажу (Санкт-Петербург).
На думку англійських палеометалургів, у Цаґерському муніципалітеті, зокрема в селі Зубі, зародилася світова металургія.
За переказами, саме в цьому районі Колхіди на річці Цхенісцкалі (притока річки Ріоні (Фазіс) стародавні аргонавти шукали золоте руно.
Ще за однією легендою Колхіди, до гори Хвамлі був прикутий Прометей.

## Соціально-економічний устрій
На території села зберігся середньовічний уклад життя, багато жителів пересуваються на конях, живуть суто сільським господарством, виноробством, скотарством і полюванням. У кожному господарстві збережено традиційні для цього регіону сховища вина (марани, чурі), способи випікання хліба (торне) та водяні млини.
На території села Зубі є природні печери й залишки промислових шахт з видобутку баритів. Ближче до схилів плато Асхі можна спостерігати залишки скам'янілих, під впливом вулканічної активності, дерев. У селі Зубі тече бурхлива річка Кверешула, безліч дрібних водоспадів до 5 метрів і струмків. Через численні пороги риба в річці не живе. Кліматична мікрозона формує в селі унікальні умови для зростання чорного винограду сорту Усахелаурі (росте тільки в цьому місці), з якого роблять одне з рідкісних вин Грузії — «Усахелаурі».
У селі гірське повітря сприяє лікуванню легеневих хвороб. Сірчані мінеральні води, що течуть з деяких ділянок гір села Зубі, сприяють лікуванню хвороб опорно-рухового апарату і дерматитів.
Від 2016 року, за підтримки ЄС, у селі прокладено екологічну стежку, яка веде через реліктові букові, каштанові та смерекові ліси на плато Асхі — особливо охоронювану природну територію.